# Chiesa della Visitazione di Maria (Pergine Valsugana)
La chiesa della Visitazione di Maria, chiamata anche chiesa della visita di Maria Santissima a Santa Elisabetta, è una chiesa sussidiaria nella frazione di Canzolino a Pergine Valsugana. Risale al XVII secolo.

## Storia

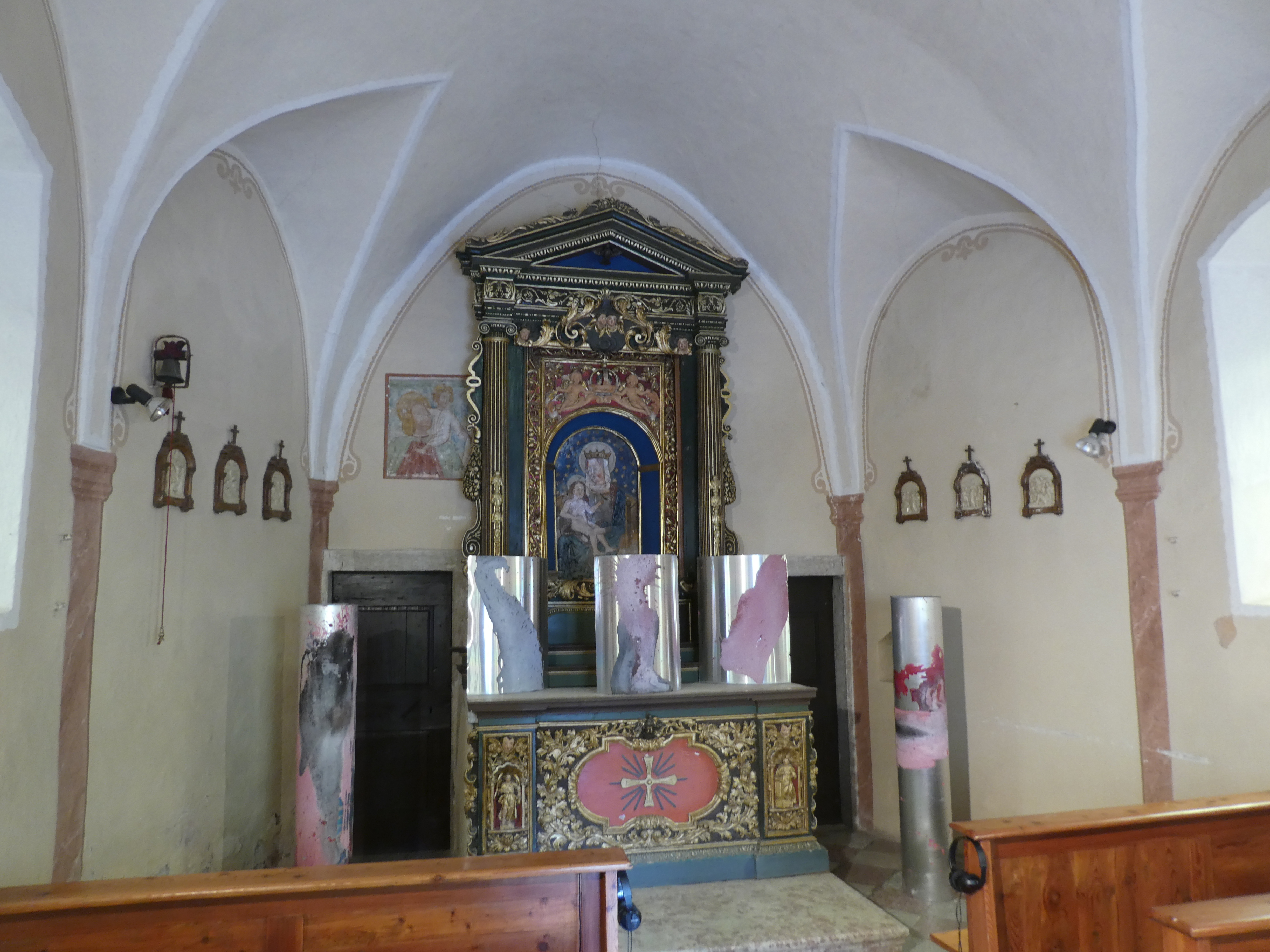
Interno

Sin dal 1484 esisteva, sul sito della chiesa di Canzolino, un'edicola intitolata alla Madonna dell'Aiuto.
La chiesa che ci è pervenuta è stata edificata a partire dal 1612, poiché in tale data una visita pastorale segnalò ancora la presenza di un'edicola. Più tardi, nel 1621, la nuova chiesa venne citata in un documento testamentario, e in questa data l'edificio religioso, che aveva inglobato l'antica cappella, era anche stato decorato con affreschi.
Durante i primi decenni del XVIII secolo la chiesa fu oggetto di un ampliamento con la costruzione di una sacrestia e nel 1877 venne rifatta la copertura del tetto.
Alla fine del secolo successivo gli interni vennero tinteggiati.
Nel primo dopoguerra del XX secolo fu interessata da vari restauri che riportarono alla luce gli affreschi in parte imbiancati e si rimise mano alla decorazione a tempera delle pareri interne, delle volte e della controfacciata.
Attorno alle metà del secolo venne edificata la torre campanaria, opera del perginese Eduino Maoro.
Un ultimo ciclo di restauri conservativi è stato realizzato nel 1987.